# 100 mètres papillon féminin aux Jeux olympiques d'été de 2020
 (juillet 2025).
Navigation
Rio 2016 Paris 2024
Le 100 m papillon femmes est une épreuve des Jeux olympiques d'été de 2020 qui a eu lieu entre les 24 et 25 juillet, au Centre aquatique olympique de Tokyo.

## Records
Avant les Jeux olympiques d'été de 2020, les records étaient les suivants.
| Record du monde  | 55.48 | Sarah Sjöström (SWE) | 7 août 2016 | Rio de Janeiro |
| Record olympique | 55.48 | Sarah Sjöström (SWE) | 7 août 2016 | Rio de Janeiro |

## Programme
Heure locale (UTC+9)
| Date       | Heure | Tour         |
| ---------- | ----- | ------------ |
| 24 juillet | 19:25 | Séries       |
| 25 juillet | 10:40 | Demi-finales |
| 26 juillet | 10:30 | Finale       |

## Résultats

### Séries
Les seize meilleurs temps, indépendamment de leur série, sont qualifiées pour les demi-finales.
| Rang | Série | Ligne | Nom                    | Nationalité        | Temps   | Remarques |
| ---- | ----- | ----- | ---------------------- | ------------------ | ------- | --------- |
| 1    | 5     | 4     | Zhang Yufei            | Chine              | 55.82   | Q         |
| 1    | 5     | 5     | Emma McKeon            | Australie          | 55.82   | Q         |
| 3    | 4     | 5     | Sarah Sjöström         | Suède              | 56.18   | Q         |
| 4    | 4     | 4     | Torri Huske            | États-Unis         | 56.29   | Q         |
| 5    | 3     | 4     | Margaret MacNeil       | Canada             | 56.55   | Q         |
| 6    | 5     | 3     | Louise Hansson         | Suède              | 56.97   | Q         |
| 7    | 4     | 3     | Anastasiya Shkurdai    | Biélorussie        | 56.99   | Q         |
| 8    | 3     | 3     | Marie Wattel           | France             | 57.08   | Q         |
| 9    | 4     | 6     | Elena Di Liddo         | Italie             | 57.41   | Q         |
| 10   | 3     | 5     | Claire Curzan          | États-Unis         | 57.49   | Q         |
| 11   | 3     | 1     | Katerine Savard        | Canada             | 57.51   | Q         |
| 12   | 4     | 2     | Ilaria Bianchi         | Italie             | 57.70   | Q         |
| 13   | 5     | 2     | Ánna Dountounáki       | Grèce              | 57.75   | Q         |
| 14   | 3     | 2     | Arina Surkova          | ROC                | 58.02   | Q         |
| 15   | 4     | 7     | Svetlana Chimrova      | ROC                | 58.04   | Q         |
| 16   | 5     | 6     | Brianna Throssell      | Australie          | 58.08   | Q         |
| 17   | 3     | 8     | Maria Ugolkova         | Suisse             | 58.22   |           |
| 18   | 4     | 8     | Anastasia Gorbenko     | Israël             | 58.23   |           |
| 19   | 3     | 6     | Lana Pudar             | Bosnie-Herzégovine | 58.32   |           |
| 20   | 4     | 2     | Farida Osman           | Égypte             | 58.69   |           |
| 21   | 5     | 1     | Harriet Jones          | Grande-Bretagne    | 58.73   |           |
| 22   | 5     | 7     | Emilie Beckmann        | Danemark           | 58.84   |           |
| 23   | 5     | 8     | An Se-Hyeon            | Corée du Sud       | 59.32   |           |
| 24   | 2     | 5     | Ellen Walshe           | Irlande            | 59.35   |           |
| 25   | 2     | 3     | Remedy Rule            | Philippines        | 59.68   |           |
| 26   | 3     | 7     | Erin Gallagher         | Afrique du Sud     | 59.69   |           |
| 27   | 2     | 4     | Dalma Sebestyén        | Hongrie            | 59.79   |           |
| 28   | 2     | 7     | Luana Alonso           | Paraguay           | 1:00.37 |           |
| 29   | 2     | 2     | Jeserik Pinto          | Venezuela          | 1:00.60 |           |
| 30   | 1     | 4     | Maryam Sheikh Alizadeh | Azerbaïdjan        | 1:01.37 |           |
| 31   | 2     | 6     | Miriam Sheehan         | Porto Rico         | 1:02.49 |           |
| 32   | 1     | 5     | Aniqah Gaffoor         | Sri Lanka          | 1:05.33 |           |
| 33   | 1     | 3     | Yusra Mardini          | EOR                | 1:06.78 |           |

### Demi-finales
Les huit meilleurs temps, indépendamment de leur série, se qualifient pour la finale.
| Rang | Série | Ligne | Nom                 | Nationalité | Temps | Remarques |
| ---- | ----- | ----- | ------------------- | ----------- | ----- | --------- |
| 1    | 2     | 4     | Zhang Yufei         | Chine       | 55.89 | Q         |
| 2    | 1     | 6     | Marie Wattel        | France      | 56.16 | Q, NR     |
| 3    | 1     | 4     | Emma McKeon         | Australie   | 56.33 | Q         |
| 4    | 2     | 5     | Sarah Sjöström      | Suède       | 56.40 | Q         |
| 5    | 1     | 5     | Torri Huske         | États-Unis  | 56.51 | Q         |
| 6    | 2     | 3     | Margaret MacNeil    | Canada      | 56.56 | Q         |
| 7    | 1     | 3     | Louise Hansson      | Suède       | 56.92 | Q         |
| 8    | 2     | 6     | Anastasiya Shkurdai | Biélorussie | 57.19 | Q         |
| 9    | 2     | 1     | Anna Ntountounaki   | Grèce       | 57.25 |           |
| 10   | 1     | 2     | Claire Curzan       | États-Unis  | 57.42 |           |
| 11   | 2     | 8     | Svetlana Chimrova   | ROC         | 57.54 |           |
| 12   | 1     | 8     | Brianna Throssell   | Australie   | 57.59 |           |
| 13   | 2     | 2     | Elena Di Liddo      | Italie      | 57.60 |           |
| 14   | 1     | 1     | Arina Surkova       | ROC         | 57.72 |           |
| 15   | 1     | 7     | Ilaria Bianchi      | Italie      | 58.07 |           |
| 16   | 7     | 2     | Katerine Savard     | Canada      | 58.10 |           |

### Finale
| Rang                                | Ligne | Nom                 | Nationalité | Temps | Remarques |
| ----------------------------------- | ----- | ------------------- | ----------- | ----- | --------- |
| Médaille d'or, Jeux olympiques      | 7     | Margaret MacNeil    | Canada      | 55.59 | AM        |
| Médaille d'argent, Jeux olympiques  | 4     | Zhang Yufei         | Chine       | 55.64 |           |
| Médaille de bronze, Jeux olympiques | 3     | Emma McKeon         | Australie   | 55.72 | OC        |
| 4                                   | 2     | Torri Huske         | États-Unis  | 55.73 |           |
| 5                                   | 1     | Louise Hansson      | Suède       | 56.22 |           |
| 6                                   | 5     | Marie Wattel        | France      | 56.27 |           |
| 7                                   | 6     | Sarah Sjöström      | Suède       | 56.91 |           |
| 8                                   | 8     | Anastasiya Shkurdai | Biélorussie | 57.01 |           |